# Camila Cabello
Karla Camila Cabello Estrabao (født 3. marts 1997 i Cojimar, Habana Del Este, Cuba) er en cubansk-mexicansk-amerikansk sanger og sangskriver.
Hendes mest berømte sang er "Havana", som hun skrev og udgav sammen med Young Thug i 2018. En anden berømt sang er "Never Be The Same" samme år.

## Diskografi
- Camila (2018)
- Romance (2019)[5]